# Diego Simonet
Diego Esteban Simonet (Buenos Aires, 26 december 1989) is een internationaal tophandballer uit Argentinië. Hij vertegenwoordigde zijn Zuid-Amerikaanse vaderland bij de Olympische Zomerspelen 2012 in Londen. Daar eindigde hij met de nationale handbalploeg op de tiende plaats. Hij maakte eveneens deel uit van de Argentijnse handbalselectie die in 2011 de gouden medaille won bij de Pan-Amerikaanse Spelen. In de finale waren Simonet en de zijnen met 26-23 te sterk voor buurland Brazilië. Zijn broers Sebastián en Pablo spelen eveneens handbal op het hoogste niveau.
1. Schulz ·
2. Fernández ·
3. Pizarro ·
4. S. Simonet ·
5. Portela ·
6. D. Simonet ·
7. Kogovsek ·
8. Cánepa ·
9. Querín ·
10. Vieyra ·
11. Riccobelli ·
12. García ·
15. Carou ·
17. Migueles ·
19. Vázquez ·
Coach: Gallardo